# 딜속
딜속(dill屬, 학명: Anethum 아네툼[*])은 미나리과의 속이다. 딜을 비롯한 2종이 중앙아시아와 서남아시아 및 북아프리카에 분포한다.

## 하위 종
- 딜 A. graveolens L.
- A. theurkauffii Maire